# Ԭ (dche, letra cirílica)
 'Dche'  (Ԭ ԭ; cursiva:   Ԭ ԭ  ) Es una letra de la Escritura cirílica. La forma de la letra se originó como una ligadura de las letras cirílicas Д (Д д     | Д д  ) y Ч (Ч  ч   | Ч ч  ).
Dche se usa en el antiguo idioma komi.

## Uso
Esta letra representa el africada alveolo-palatal sonora  / d͡ʑ /. Se puede romanizar como ⟨đ⟩.
Aparte de algunas lenguas construidas, se usó principalmente en el noreste Rusia Europea por el idioma Komi de los pueblos Komi.

## Códigos de computación
| Carácter      | Ԭ                       | Ԭ                       | ԭ                             | ԭ                             |
| ------------- | ----------------------- | ----------------------- | ----------------------------- | ----------------------------- |
| Unicode       | MAYÚSCULA CIRÍLICA DCHE | MAYÚSCULA CIRÍLICA DCHE | LETRA MINÚSCULA CIRÍLICA DCHE | LETRA MINÚSCULA CIRÍLICA DCHE |
| Codificación  | decimal                 | hex                     | decimal                       | hex                           |
| Unicode       | 1324                    | U+052C                  | 1325                          | U+052D                        |
| UTF-8         | 212 172                 | D4 AC                   | 212 173                       | D4 AD                         |
| Ref. numérica | &#1324;                 | &#x52C;                 | &#1325;                       | &#x52D;                       |